# Naturschanze

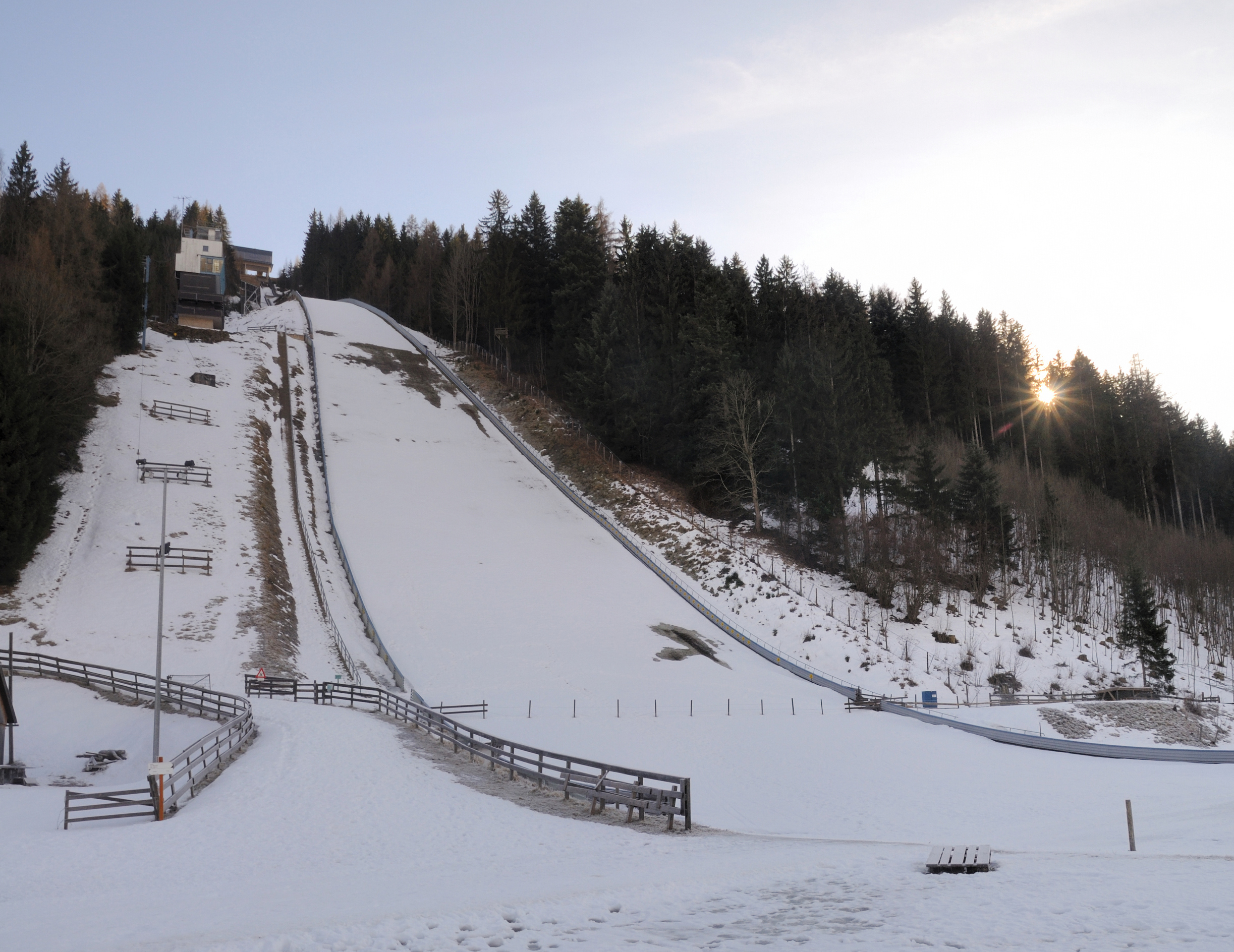
Skiflugschanze am Kulm (Bad Mitterndorf)

Eine Naturschanze ist eine Skisprungschanze, die weder im Anlaufbereich (Sprungturm) noch im Aufsprungbereich (Hang) durch Baumaßnahmen ergänzt wurde. Eine Naturschanze wird demnach durch ihre natürliche Umgebung gebildet. Die Gross-Titlis-Schanze in Engelberg und die Paul-Außerleitner-Schanze in Bischofshofen sind Beispiele für Naturschanzen.
Die größte deutsche Naturschanze ist die Große Hochfirstschanze (K 125) in Titisee-Neustadt. Die Skiflugschanze am Kulm in Tauplitz war bis zu ihrem Umbau im Jahr 2014 die größte Naturschanze der Welt.